# Infurcitinea vanderwolfi
Infurcitinea vanderwolfi is een vlinder uit de familie echte motten (Tineidae). De wetenschappelijke naam is voor het eerst geldig gepubliceerd in 1997 door Gaedike.
De soort komt voor in Europa.